# Biomolécula

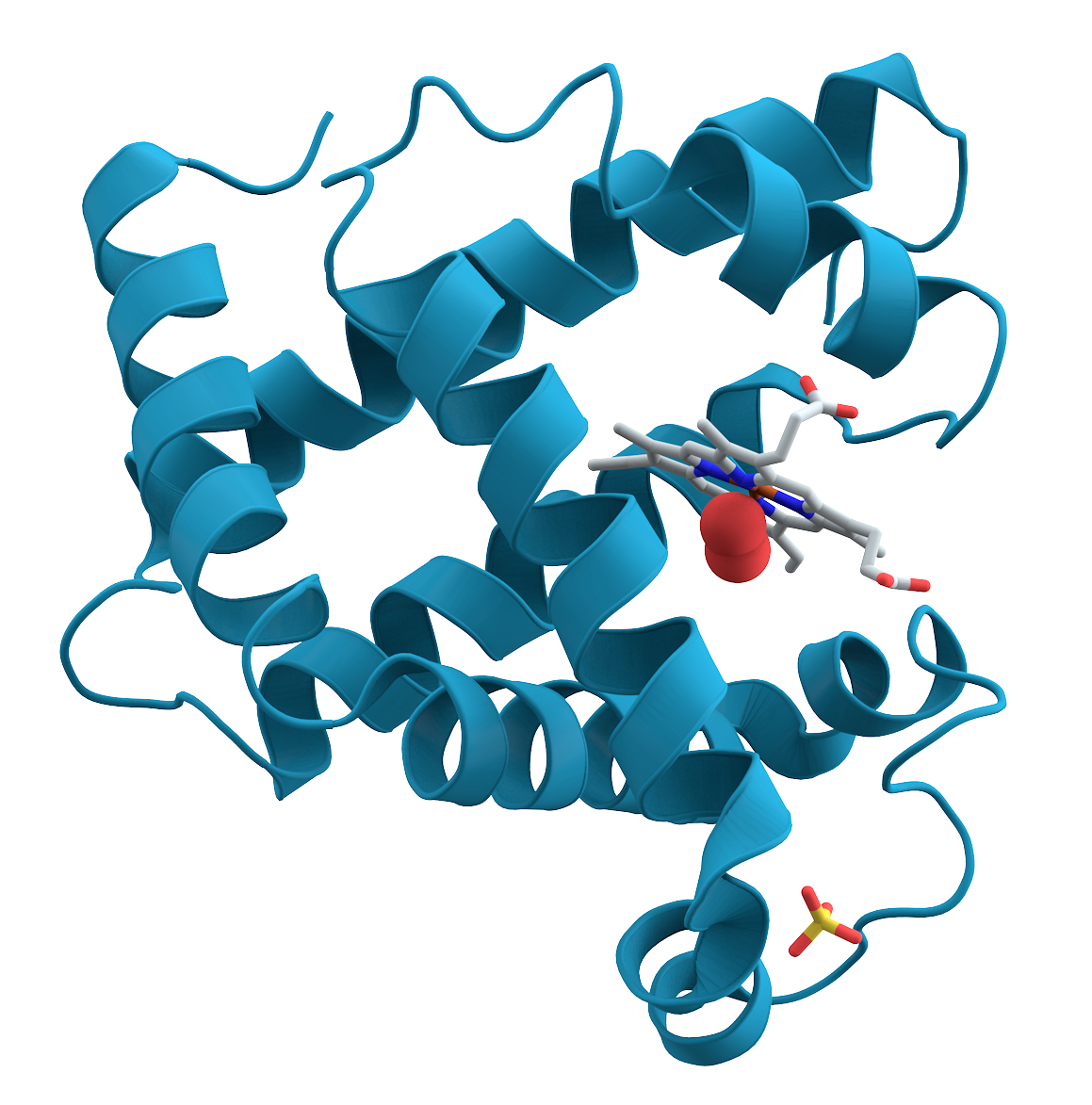
Estructura 3D de la mioglobina, una heteroproteína muscular, estructural y funcionalmente muy parecida a la hemoglobina

Las biomoléculas son las moléculas constituyentes de los seres vivos. Los seis elementos químicos o bioelementos más abundantes en los organismos son el carbono, hidrógeno, oxígeno, nitrógeno, fósforo y azufre (cuyos símbolos químicos son, respectivamente: C, H, O, N, P y S), los cuales constituyen a las biomoléculas (aminoácidos, glúcidos, lípidos, proteínas, vitaminas, ácidos nucleicos). Estos seis elementos son los principales componentes de las biomoléculas.
Las biomoléculas permiten:
1. La formación de enlaces covalentes entre ellos, compartiendo electrones, debido a su pequeña diferencia de electronegatividad. Estos enlaces son muy estables, la fuerza de enlace es directamente proporcional a las masas de los átomos unidos.
2. A los átomos de carbono la posibilidad de formar esqueletos tridimensionales –C-C-C- para formar compuestos con números variables de carbonos.
3. La formación de enlaces múltiples (dobles y triples) entre C y C; C y O; C y N. Así como estructuras lineales, ramificadas, cíclicas, heterocíclicas, etc.
4. La posibilidad de que con pocos elementos se den una enorme variedad de grupos funcionales (alcoholes, aldehídos, cetonas, ácidos, aminas, etc.) con propiedades químicas y físicas diferentes.

Las biomoléculas se acumulan o transforman unas en otras en todos los organismos vivos. Su síntesis requiere un gasto energético por parte del organismo. Sus tareas son diversas según la clase de sustancia y van desde el simple metabolismo o la producción de energía hasta los componentes celulares y materiales de construcción del organismo hasta complejas tareas de control. En cuanto a sus funciones, se puede distinguir entre sustancias naturales primarias y secundarias. Las sustancias naturales primarias incluyen todos los compuestos que el organismo necesita para su soporte vital y crecimiento. Estos incluyen principalmente grasas y biopolímeros de carbohidratos y proteínas. Las sustancias naturales secundarias se forman a menudo por motivos aún desconocidos y se dividen en grandes clases de sustancias: terpenos, aromáticos y alcaloides.

## Historia

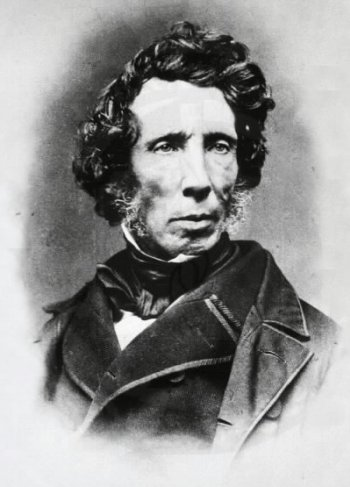
Friedrich Wöhler.

El término original sustancia natural venía determinado por la definición histórica de química orgánica; englobaba la totalidad de sustancias que sirven para construir animaless y plantass. En 1827, Jöns Jakob Berzelius todavía suponía, basándose en el estado de los conocimientos y en la complicada estructura química de las sustancias naturales, que una fuerza vital (vis vitalis) para su producción. La distinción entre sustancias autoorganizadas y organizadas externamente fue revisada por Friedrich Wöhler (1828), quien demostró con la síntesis de la urea que el compuesto cianato de amonio, definido como inorgánico, puede utilizarse para producir el compuesto urea, definido como orgánico.

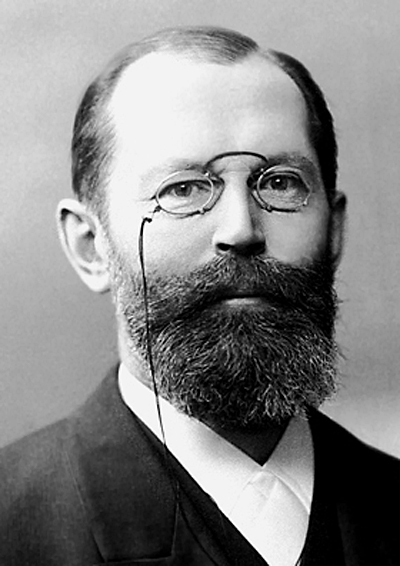
Emil Fischer (1902)

En la definición actual, la química orgánica incluye prácticamente todos los compuestos de carbono. Con el tiempo, la química de los productos naturales se ha convertido en un subcampo de la química orgánica y se ocupa del aislamiento, comprensión de la estructura, síntesis o biosíntesis y de las propiedades de los compuestos que aparecen en los organismos (como animales, plantas y microorganismos).
Al principio, la química de los productos naturales sólo se ocupaba de los ingredientes de origen vegetal, ya que estaba muy influida por la farmacognosia (ciencia de los medicamentos). (ciencia de los medicamentos). Se aislaban compuestos (inicialmente sobre todo alcaloides) a partir de extractos de plantas y se intentaba dilucidar su estructura.
A mediados del siglo XIX, Justus Liebig amplió el concepto de sustancias naturales a los compuestos de origen animal. Hacia finales del siglo XIX, Emil Fischer fue pionero en la elucidación estructural y la síntesis de hidratos de carbono y proteínas.
A finales de la década de 1930, las clases más importantes de sustancias naturales habían sido descubiertas, analizadas y su estructura dilucidada. Los hitos más importantes son:
- Terpenos por Otto Wallach a partir de aceites esenciales
- Esteroides por Adolf Windaus y Heinrich Otto Wieland
- Carotenoides por Paul Karrer
- Colorantes de porfirina por Richard Willstätter y Hans Fischer
- Vitaminas por Paul Karrer, Adolf Windaus, Robert R. Williams, Richard Kuhn y Albert von Szent-Györgyi Nagyrápolt, entre otros.
- Hormonas por Adolf Butenandt y Edward Calvin Kendall

Con el descubrimiento de la penicilina en 1940 por Alexander Fleming, Ernst Boris Chain y Howard Walter Florey, los microorganismos también fueron reconocidos como una valiosa fuente de productos naturales.
Tras el final de la Segunda Guerra Mundial, la química de los productos naturales se vio impulsada por el desarrollo de nuevos métodos analíticos y físicos muy potentes. Tanto la espectrometría de masas como el cristalografía de rayos X y, más tarde, también la espectroscopía de resonancia magnética nuclear permitieron dilucidar estructuras sin derivar desde la sustancia natural y con pequeñas cantidades del analito. Los métodos de cromatografía y electroforesis, que sólo ahora se estaban imponiendo lentamente, permitieron separar mezclas de sustancias con una rapidez y pureza hasta entonces inalcanzables.

## Importancia de la química de las biomoléculas

### Farmacología
Las biomoléculas han sido reconocidas al menos desde el descubrimiento de la penicilina por Alexander Fleming se han convertido en una fuente importante de estructuras principales de principios activos farmacéuticos. Se ha descubierto que los productos naturales tienen efectos farmacológicos como antibióticos, inmunosupresores, inhibidores de enzimas, antagonistas de receptores y agonistas, toxinas, antitumorales y sustancias activas antivirales.
En la actualidad, toda una serie de sustancias activas se derivan de las biomoléculas. Entre ellas se encuentran los antibióticos β-lactámicos y agentes quimioterapéuticos como el paclitaxel del Taxus brevifolia. o Epothilone de la myxobacteria Sorangium cellulosum. 
Los nucleósidos se han modificado para que puedan utilizarse como antivirales del VIH como zidovudina.
Siglos de experiencia en medicina popular han centrado la atención en muchas plantas y, por tanto, en sus ingredientes como estructuras principales. Por ejemplo, el ginseng (Panax ginseng), Ginkgo (Ginkgo biloba) o el Nimbo de la India (Azadirachta indica) Objeto de intensa investigación.

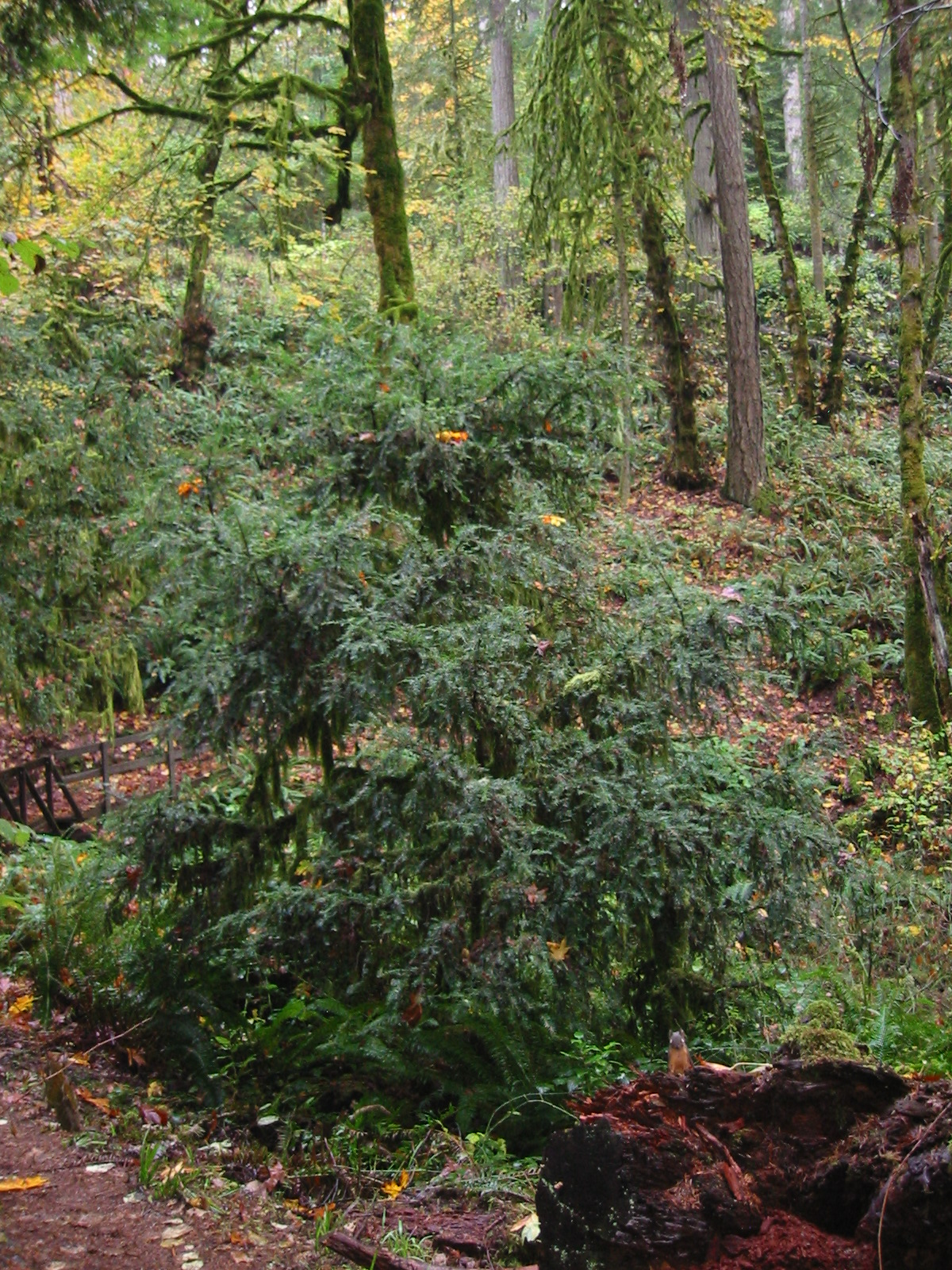
Tejo del Pacífico (Taxus brevifolia)
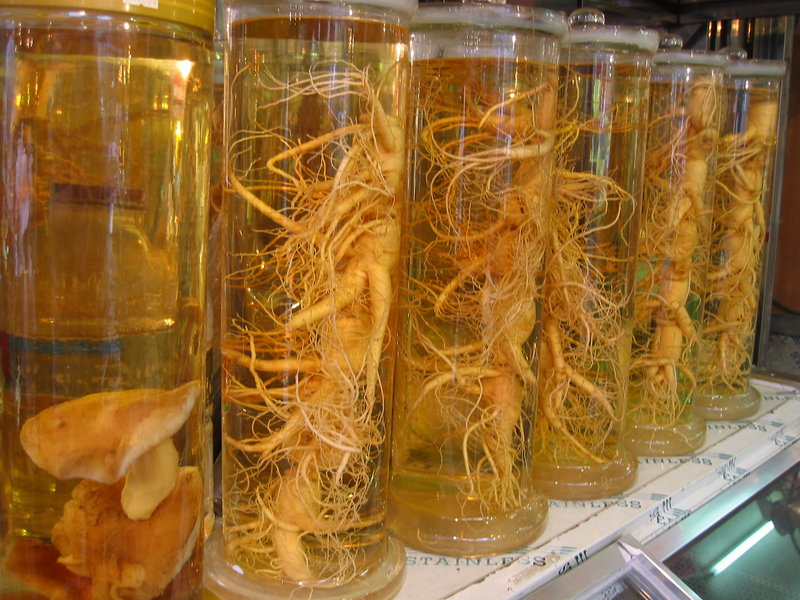
Raíces de ginseng (Panax ginseng)
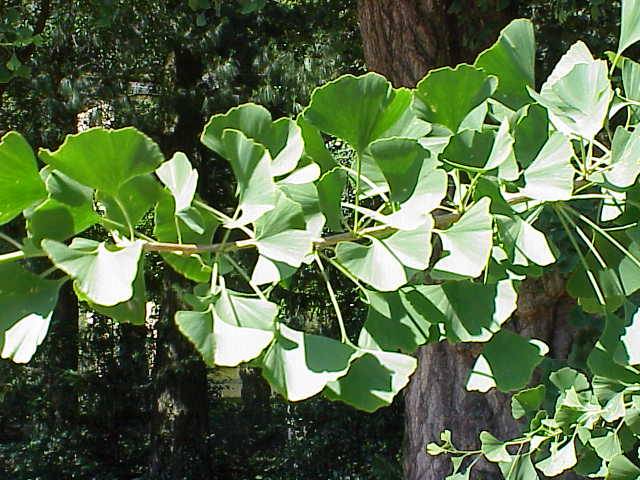
hojas de gingko (Ginkgo biloba)
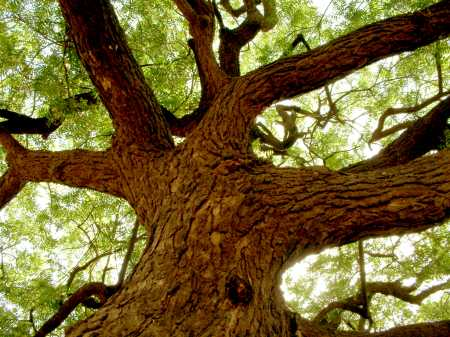
Nimbo de la India (Azadirachta indica)

Las estructuras principales así obtenidas sirven de base para la optimización farmacológica del principio activo. En el proceso, se establece la Relación Estructura-Actividad (QSAR) y se intenta optimizar propiedades físicas como la solubilidad en medios acuosos y se intenta optimizar las propiedades físicas, como la solubilidad en medios acuosos. Para ello se suelen utilizar técnicas como la síntesis paralela o la química combinatoria.
En términos farmacológicos, las biomoléculas se denominan estructuras privilegiadas, ya que se forman en condiciones fisiológicas y presentan propiedades farmacocinéticas favorables.  El hecho de que alrededor de la mitad de las sustancias activas más vendidas sean biomoléculas o sus derivados demuestra la especial importancia de los productos naturales para la farmacología.

### Biología
La elucidación de la relaciones fisiológicas es importante para la biología. En el campo de las sustancias naturales, esto incluye la biosíntesis y la función biológica en los organismos, ya sea como enzima, sustancia mensajera o como proveedor o almacén de energía. Las sustancias mensajeras incluyen, entre otras hormonas, neurotransmisores y feromonas. Los proveedores y almacenes de energía suelen ser grasas, proteínas e hidratos de carbono. La biosíntesis de las sustancias naturales es tan variada como su estructura.
La determinación de una vía de biosíntesis suele requerir un gran esfuerzo. Se utilizan diversas técnicas:
- Técnica isotópica - Las moléculas precursoras potenciales se etiquetan con un isótopo raro, posiblemente radiactivo, pero de desintegración no demasiado rápida, como el isótopo 14C (semivida 5736 años). Tras la introducción en el metabolismo (por ejemplo, por alimentación o inyección), se observa el destino del isótopo en la molécula diana. A partir de esto, se puede deducir la ruta de biosíntesis.
- Técnicas enzimáticas - Aquí debe conocerse aproximadamente la vía de biosíntesis. Se trabaja con enzimas aisladas o con cultivos celulares para investigar las vías de biosíntesis en condiciones de laboratorio y ya no in vivo.
- Por ejemplo, las bacterias interrumpen la biosíntesis con ayuda de mutaciones genéticas; en el proceso se acumula un intermediario metabólico de una secuencia biosintética.

### Química orgánica
Para la química orgánica, la química de las biomoléculas representa un reto en muchos aspectos. En primer lugar, en el campo del conocimiento de estructuras, es decir, la analítica: No es raro que varios grupos de investigación trabajen en la elucidación de estructuras durante años. Estructuras complejas como la azadiractina requirieron varios intentos antes de que se demostrara la estructura correcta. Incluso la síntesis total de un producto natural no siempre demuestra la estructura correcta —como se ha demostrado con el patchulialcohol y la síntesis de Büchi—.
En general, la síntesis de una sustancia natural compleja es también un reto para la química orgánica. Para que una sustancia natural adquiera importancia como farmacéutico, debe desarrollarse una síntesis total o síntesis parcial. Esto es aún más importante en el contexto de la optimización estructural, ya que deben sintetizarse miles de compuestos a partir de un producto natural para establecer una relación estructura-actividad y optimizar las propiedades farmacológicas. Los productos naturales suelen ser compuestos complejos con centros de quiralidad, que deben construirse en la configuración estereoquímica deseada. Los reactivos utilizados deben ser compatibles con los grupos funcionales de la molécula, o también debe seleccionarse una estrategia de grupo protector correspondiente.
Las síntesis totales de Vitamina B12 por Robert B. Woodward y Albert Eschenmoser de 1973, por ejemplo, muestran lo larga y laboriosa que puede ser la síntesis de un producto natural, la síntesis de palitoxina por Yoshito Kishi en 1994 o la carrera por la primera síntesis total de taxol entre Robert A. Holton, Kyriacos C. Nicolaou y Samuel J. Danishefsky del mismo año. La síntesis de la vitamina B12 llevó unos 20 años de trabajo de desarrollo. Para ello hubo que desarrollar pasos de reacción completamente nuevos y, en el caso de la vitamina B12, incluso hubo que crear nuevos fundamentos teóricos con las reglas de Woodward-Hoffmann. Roald Hoffmann]] fue galardonado con el Premio Nobel por su desarrollo. Robert B. Woodward ya había sido galardonado en 1965 por su trabajo en el campo de la química de productos naturales.
Otra importancia de las sustancias naturales en química orgánica es su uso como fuente de bloques de construcción para síntesis. Muchos productos naturales, como los azúcares o los aminoácidos, son compuestos quirales y, por tanto, pueden utilizarse como moléculas precursoras para síntesis quirales o como reactivos. Sin embargo, los productos naturales también pueden ser simplemente una fuente para compuestos de partida complejos e incluso para síntesis industriales. Por ejemplo, el ácido shikímico es el material de partida para la síntesis a gran escala del medicamento contra la gripe oseltamivir (Tamiflu) de la empresa Roche.

## Clasificación de las biomoléculas
Según la naturaleza química, las biomoléculas son:

### Biomoléculas inorgánicas
Son aquellas que tienen una función fisiológica en los seres vivos, pero que no polimerizan. Por ejemplo, el CO2 es producto de desecho en la respiración, y también reactivo para la fotosíntesis. El CO2, no forma polímeros, por lo que no entra dentro de las biomoléculas orgánicas, que sí forman cadenas por la unión de monómeros.
Está el amoniaco (NH3), el CO2, el agua (H2O), entre otras, son ejemplos de moléculas inorgánicas que participan en los procesos de la vida, dirigidos por las biomoléculas.

### Biomoléculas orgánicas
Son sintetizadas principalmente por los seres vivos y tienen una estructura con base en carbono. Están constituidas, principalmente, por los elementos químicos carbono, hidrógeno y oxígeno, y con frecuencia también están presentes nitrógeno, fósforo y azufre; también se encuentran moléculas con algunos metales de transición como el hierro, cobalto y níquel, se llaman oligoelementos y, aunque se encuentran en cantidades muy pequeñas, son necesarios para la vida.
Las biomoléculas orgánicas pueden agruparse en seis grandes tipos:

#### Glúcidos o carbohidratos
Los carbohidratos o glúcidos son la fuente de energía primaria que utilizan los seres vivos para realizar sus funciones vitales; la glucosa está al principio de una de las rutas metabólicas productoras de energía más antigua, la glucólisis, usada en todos los niveles evolutivos, desde las bacterias hasta los vertebrados. Muchos organismos, especialmente los vegetales (algas, plantas) almacenan sus reservas en forma de almidón en estructuras denominadas amiloplastos, en cambio los animales forman el glucógeno, entre ellos se diferencia por la cantidad y el número de ramificaciones de la glucosa. Algunos glúcidos forman importantes estructuras esqueléticas, como la celulosa, constituyente de la pared celular vegetal, o la quitina, que forma la cutícula de los artrópodos. Forman parte del glucocalix de ciertas células, que les permite reconocer el exterior y agruparse con células semejantes.

#### Lípidos
Son moléculas ternarias; poseen carbono, oxígeno e hidrógeno; a veces pueden asociarse a fósforo y nitrógeno. Tienen un comportamiento anfipático, con una zona polar y otra apolar; esta propiedad les permite formar membranas. Son insolubles en agua, pero solubles en presencia de solventes orgánicos (alcohol, jabón, detergentes, etc.). Los lípidos saponificables cumplen dos funciones primordiales para las células; por una parte, los fosfolípidos forman el esqueleto de las membranas celulares (bicapa lipídica); por otra, los triglicéridos son el principal almacén de energía de los animales. Los lípidos insaponificables, como los isoprenoides y los esteroides, desempeñan funciones reguladoras (colesterol, hormonas sexuales, prostaglandinas).

#### Aminoácidos
Los aminoácidos son moléculas orgánicas con un grupo amino (-NH2) y un grupo carboxilo (-COOH). Los aminoácidos más frecuentes y de mayor interés son aquellos que forman parte de las proteínas, juegan en casi todos los procesos biológicos un papel clave. Los aminoácidos son la base de las proteínas.
Es un grupo muy heterogéneo de sustancias químicas, tanto desde el punto de vista estructural como las funciones que realiza.

#### Proteínas
Las proteínas son las biomoléculas que más diversidad de funciones que realizan en los seres vivos; prácticamente todos los procesos biológicos dependen de su presencia y/o actividad. Son proteínas casi todas las enzimas, catalizadores de reacciones metabólicas de las células; muchas hormonas, reguladores de actividades celulares; la hemoglobina y otras moléculas con funciones de transporte en la sangre; anticuerpos, encargados de acciones de defensa natural contra infecciones o agentes extraños; los receptores de las células, a los cuales se fijan moléculas capaces de desencadenar una respuesta determinada; la actina y la miosina, responsables finales del acortamiento del músculo durante el estado de la contracción; el colágeno, integrante de fibras altamente resistentes en tejidos de sostén de la planta y el tallo.

#### Ácidos nucleicos
Los ácidos nucleicos, ADN y ARN, desempeñan, tal vez, la función más importante para la vida: contener, de manera codificada, las instrucciones necesarias para el desarrollo y funcionamiento de la célula. El ADN tiene la capacidad de replicarse, transmitiendo así dichas instrucciones a las células hijas que heredarán la información.
Algunas, como ciertos metabolitos (ácido pirúvico, ácido láctico, ácido cítrico, etcétera) no encajan en ninguna de las anteriores categorías citadas.

#### Vitaminas
Los requisitos mínimos diarios de las vitaminas no son muy altos, se necesitan tan solo dosis de miligramos o microgramos contenidas en grandes cantidades (proporcionalmente hablando) de alimentos naturales. Tanto la deficiencia como el exceso de los niveles vitamínicos corporales pueden producir enfermedades que van desde leves a graves e incluso muy graves como la pelagra o la demencia entre otras, e incluso la muerte. Algunas pueden servir como ayuda a las enzimas que actúan como cofactor, como es el caso de las vitaminas hidrosolubles.

## Metabolismos secundarios
Las biomoléculas que son constituyentes fundamentales en procesos vitales de los seres vivos (mencionados anteriormente) son denominados metabolitos primarios. Estos metabolitos tienen distribución taxonómica amplia. Se puede considerar que los metabolitos primarios por excelencia son la glucosa, la ribosa, la fructosa, el ácido pirúvico, el gliceraldehído, el ácido acético (esterificado como acetil coenzima A), el ácido oxaloacético, el ácido málico, el ácido 2-oxoglutárico, el ácido palmítico, el ácido esteárico, el ácido oleico, el porfibilinógeno, el pirofosfato de isopentenilo, los 20 aminoácidos proteínicos, las bases púricas, las bases pirimidínicas y las vitaminas del grupo B.
Existen compuestos orgánicos provenientes de los metabolitos primarios, que cumplen funciones complementarias a las vitales, tales como comunicación de intra e interespecífica, defensa contra radiación, congelación, ataque de patógenos o parásitos. A estos compuestos se les denomina metabolitos secundarios.

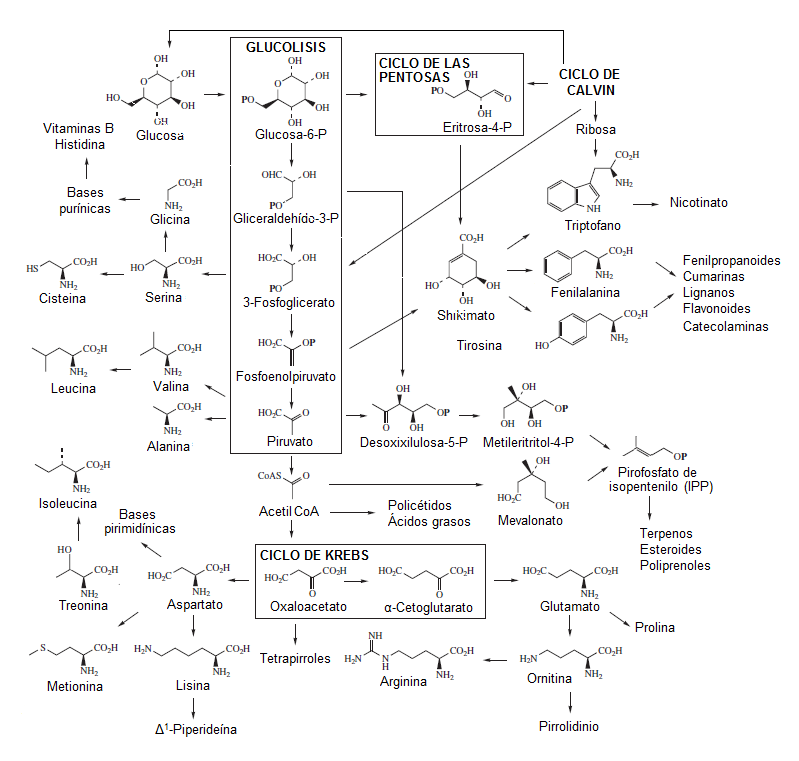
Mapa general de metabolitos secundarios

Los principales metabolitos secundarios comprenden:
- Policétidos y metabolitos secundarios de ácidos grasos
- Terpenos
- Metabolitos secundarios del ácido shikímico
- Aminoácidos no proteínicos
- Antibióticos peptídicos
- Glucósidos cianogénicos y glucosinolatos
- Metabolitos secundarios de la ruta del ácido cítrico
- Ciclitoles
- Alcaloides